# کلد باک
کلد باک (دانمارکی: Keld Bak؛ زادهٔ ۷ ژوئن ۱۹۴۴) بازیکن فوتبال اهل دانمارک بود.
وی همچنین در تیم ملی فوتبال دانمارک بازی کرده‌است.